# Сяглово (Калузька область)
Сяглово (рос. Сяглово) — присілок в Сухиницькому районі Калузької області Російської Федерації.
Населення становить 1 особу. Входить до складу муніципального утворення Село Фролово.

## Історія
Від 2004 року входить до складу муніципального утворення Село Фролово

## Населення
| 2002 | 2010 |
| ---- | ---- |
| 18   | ↘1   |